# No Money
No Money je prvi EP mariborske rock skupine The Sticky Licks, izdan oktobra 2012 v samozaložbi, ter premierno predstavljen 06.11.2012 v Orto baru. 
EP je bil posnet v Railroad Studios s producentom in nekdanjim vokalistom skupine Los Ventilos, Jakobom Kraljem. 
Na mali plošči je "Imel Te Bom Rad" edina skladba v slovenščini.

## Seznam pesmi
Vse pesmi na mali plošči so avtorsko delo skupine The Sticky Licks
| Št. | Naslov            | Dolžina |
| --- | ----------------- | ------- |
| 1.  | „No Money Blues‟  | 3:06    |
| 2.  | „Library‟         | 4:02    |
| 3.  | „Imel Te Bom Rad‟ | 3:37    |
| 4.  | „Burns Out‟       | 4:06    |

## Zasedba

### The Sticky Licks
- Mario Pešić — vokal
- Janez Rotman — kitara
- Bratko Zavrnik — kitara
- Matic Burazer — bas kitara
- Primož Verdinek — bobni